# 弗龙泰拉 (葡萄牙堂区)
弗龙泰拉是葡萄牙波塔莱格雷区的一个堂区。总面积138.16平方公里，总人口2260人，人口密度16.4人/平方公里。